# Sabina Aliyeva
Pour les articles homonymes, voir Aliyev.
 (octobre 2020).
Sabina Aliyeva Yachar gyzy (azéri : Səbinə Yaşar qızı Əliyevaa), née le 7 mai 1980 à Bakou, est une femme d'État et personnalité politique, Commissaire aux droits de l'homme de l'Azerbaïdjan.

## Biographie
Sabina Aliyeva est née le 7 mai 1980 dans la ville de Bakou. Membre du Milli Majlis des  convocations I et II, sans parti, fille de l'ancien ambassadeur d'Azerbaïdjan en Chine, homme d'État et homme politique Yashar Aliyev, épouse du député Siyavush Novruzov.
Le 29 novembre 2019, Sabina Aliyeva est élue médiateur par le Milli Majlis parmi les trois candidats proposés par le Président de la République d'Azerbaïdjan au poste de Commissaire aux droits de l'homme (médiateur),.